# Spessart
Spessart je pohoří v německých spolkových zemích Bavorsko a Hesensko ohraničené řekami Mohan, Kinzig a Sinn. Těžila se zde železná a manganová ruda, v malých množstvích i měď, olovo a stříbro. Nejznámější stavební památkou Spessartu je vodní zámek Mespelbrunn, sídlo rodu Echter nedaleko Aschaffenburgu. Turisté zde najdou řadu značených cest.